# Lauro Franco Leitão
Lauro Franco Leitão foi um político e jurista brasileiro. 
Lauro Franco Leitão nasceu em Soledade (RS) no dia 14 de novembro de 1917, filho do engenheiro Álvaro Rodrigues Leitão e de Branca Franco Leitão.
Cursou o primeiro grau no Grupo Escolar Estadual Doutor Álvaro Leitão, em sua cidade natal, e no Colégio Notre Dame, em Passo Fundo (RS), tendo realizado o segundo grau no Colégio Estadual Júlio de Castilhos, na capital gaúcha.
Ingressou na vida política em 1944 como prefeito municipal de Iraí (RS). Dois anos depois, bacharelou-se em ciências jurídicas e sociais pela Faculdade de Direito da atual Universidade Federal do Rio Grande do Sul (UFRGS), onde realizaria curso de extensão universitária na área de psicologia jurídica e de direito processual civil.
Deixando o mandato municipal em 1947, permaneceu alguns anos afastado da vida pública. No pleito de outubro de 1954, elegeu-se deputado estadual no Rio Grande do Sul, sempre na legenda do PSD, ocupando sua cadeira em fevereiro de 1955. Reeleito em 1958, desse ano até 1962 exerceu a presidência da Comissão de Constituição e Justiça e a vice-presidência da Comissão do Serviço Público e Assistência Social da Assembléia gaúcha.
No pleito de outubro de 1962, elegeu-se deputado federal por seu estado na mesma legenda. Deixando a Assembléia em janeiro de 1963, iniciou o novo mandato em fevereiro seguinte e foi escolhido vice-líder de seu partido em setembro de 1965. Nesse mesmo mês, contudo, afastou-se da Câmara para assumir o cargo de secretário de Educação e Cultura do estado do Rio Grande do Sul, no governo de Ildo Meneghetti (1963-1967).
Com a extinção dos partidos políticos pelo Ato Institucional nº 2 (27/10/1965) e a posterior instauração do bipartidarismo, filiou-se à Aliança Renovadora Nacional (Arena). Voltando à Câmara em agosto de 1966, conseguiu reeleger-se no pleito de novembro seguinte por aquela legenda, iniciando seu segundo mandato em janeiro de 1967. Neste último ano, deixou a Secretaria de Educação e Cultura e assumiu, por seis meses, a Secretaria do Interior e Justiça.
Em 1968, paralelamente às suas atividades políticas, tornou-se professor (1968-) e diretor (1968-1969) da Faculdade de Direito do Centro de Ensino Unificado de Brasília (CEUB).
No pleito de novembro de 1970, voltou a se reeleger na legenda da Arena, sendo empossado em fevereiro de 1971. Participou dos trabalhos legislativos como membro efetivo da Comissão de Desenvolvimento da Região Sul, suplente das comissões de Fiscalização Financeira e Tomada de Contas e de Orçamento, vice-presidente da comissão de Constituição e Justiça — cuja presidência assumiria em 1973 — e presidente da Comissão da Fronteira Sudoeste da Câmara dos Deputados. Também em 1971, foi delegado do Congresso Nacional junto à Assembléia Geral da União Interparlamentar, realizada em Caracas.
Em 1973, tornou-se chefe do Departamento de Direito Público da Faculdade de Direito do Distrito Federal, mantida pela CEUB, exercendo essa função até o ano seguinte.
Mais uma vez reeleito em novembro de 1974, sempre na mesma legenda, tomou posse da nova cadeira em fevereiro de 1975, voltando a participar da Comissão de Constituição e Justiça. Foi também membro e vice-presidente das comissões especiais encarregadas de emitir parecer relativo aos projetos que dispunham sobre o Código de Processo Civil e sobre o Código Civil. Como suplente, participou novamente da Comissão de Fiscalização Financeira e Tomada de Contas da Câmara dos Deputados.
Em junho de 1975, assumiu a vice-liderança da Arena e, ainda nesse mês, ao ocupar interinamente o cargo de líder do seu partido, defendeu o movimento político-militar de março de 1964 e seu direito de alterar as normas constitucionais, bem como a política econômica do governo, afirmando que, antes de 1964, a situação era bem pior. Também em 1975, foi delegado do Congresso Nacional, como observador parlamentar, junto à II Conferência sobre a Paz, realizada em Belgrado. Abandonou definitivamente a Câmara dos Deputados em dezembro de 1977, quando renunciou ao mandato para assumir o cargo de ministro do Tribunal Federal de Recursos (TFR), atual Superior Tribunal de Justiça (STJ). Nesse órgão, foi eleito membro efetivo do Conselho da Justiça Federal (1980-1981), ministro substituto do Tribunal Superior Eleitoral (TSE) (1980-1981), corregedor-geral da Justiça Federal (1980-1982), vice-presidente (1983) e presidente (1985-1987) da instituição, além de presidente do Conselho da Justiça Federal (1985-1987). Aposentando-se no STJ em novembro de 1987, passou a dedicar-se exclusivamente à área da educação.
Lauro Leitão foi ainda membro do Conselho Federal de Educação.
Foi casado com Clélia Coelho Leitão, com quem teve três filhos. Posteriormente, uniu-se a Sônia Lívia Teles Barcelos Leitão, com quem teve mais dois filhos.
FONTES: CÂM. DEP. Deputados; CÂM. DEP. Deputados brasileiros. Repertório (1967-1971, 1971-1975 e 1975-1979); CÂM. DEP. Relação nominal dos senhores; Correio do Povo (8/12/65); Diário do Congresso Nacional; INF. BIOG.; NÉRI, S. 16; Perfil (1972). Foi eleito deputado estadual, pelo PSD, para a 39ª e 40ª Legislaturas da Assembleia Legislativa do Rio Grande do Sul, de 1955 a 1963.